# Musa Çağıran
Musa Çağıran (Konya, 17 novembre 1992) è un calciatore turco, centrocampista del Bursaspor.

## Caratteristiche tecniche
Centrocampista centrale dotato di buon fisico, è abile nel tiro della distanza e nel gioco aereo.

## Carriera
Ha giocato nella prima divisione turca.